# Джонс, Дэниел (1979)
Дэниел Джонс (англ. Daniel Johns) — австралийский рок-музыкант, певец, гитарист, автор-исполнитель, бывший член рок-группы Silverchair (1994—2011).
Лауреат и номинант нескольких музыкальных премий, в том числе ARIA Music Awards. В 2007 году журнал Rolling Stone включил Джонса в список 25 самых недооценённых гитаристов (№ 18 в списке The 25 Most Underrated Guitarists).

## Биография
Родился 22 апреля 1979 года в Ньюкасле (Австралия) в семье Грега и Джулии Джонс, которые владели фруктовым магазином. В семье росли еще двое младших детей. Дэниел Джонс вырос в Мерюэтере - пригороде Ньюкасла. Окончил среднюю школу в Ньюкасле в 1997 году.

## Дискография
Дискография Дэниела Джонса включает, в том числе, следующие релизы:

### Студийные альбомы
| Название    | Детали | Высшая позиция в чарте |
| Название    | Детали | AUS                    |
| ----------- | --- | ---------------------- |
| Talk        | - Дата выхода: 22 мая 2015 - Лейбл: Eleven - Форматы: CD, digital download, LP                                      | 2                      |
| FutureNever | - Дата выхода: 22 апреля 2022 - Лейбл: BMG Music Australia - Форматы: CD, digital download, streaming, LP, cassette | 1                      |

## Награды и номинации

### AIR Awards
Ежегодная наградная церемония The Australian Independent Record Awards (кратко именуемая AIR Awards) организуется для самых успешных независимых музыкантов.
| Год  | Номинируемая работа | Категория                                          | Результат | Ссылка        |
| ---- | ------------------- | -------------------------------------------------- | --------- | ------------- |
| 2023 | FutureNever         | Независимый альбом года                            | Номинация | [ 13 ] [ 14 ] |
| 2023 | FutureNever         | Лучший независимый поп-альбом или мини-альбом года | Победа    | [ 13 ] [ 14 ] |

### APRA Awards
Ежегодная наградная церемония APRA Awards проводится в Австралии и Новой Зеландии и организуется Australasian Performing Right Association.
- Ассоциация Australasian Performing Right Association[англ.] (APRA) наградила песню «Straight Lines», написанную Дэниэлем и Julian Hamilton, на церемонии 2008 года премией APRA Awards в категории Song of the Year и Most Played Australian Work[15][16]. Сам Джонс также выиграл награду Songwriter of the Year[16].

| Год  | Номинируемая работа | Категория                   | Результат    | Ссылка        |
| ---- | ------------------- | --------------------------- | ------------ | ------------- |
| 2008 | «Straight Lines»    | Песня года                  | Победа       | [ 15 ] [ 16 ] |
| 2008 | «Straight Lines»    | Most Played Australian Work | Победа       | [ 15 ] [ 16 ] |
| 2008 | Daniel Johns        | Автор года                  | Победа       | [ 15 ] [ 16 ] |
| 2016 | «Aerial Love»       | Песня года                  | В шорт-листе | [ 17 ]        |
| 2023 | «I Feel Electric»   | Песня года                  | Номинация    | [ 18 ] [ 19 ] |

### ARIA Music Awards
ARIA Music Awards это ежегодная наградная церемония, организуемая Australian Recording Industry Association.
- На церемонии ARIA Music Awards в 2002 году он выиграл награду Producer of the Year за его работу над альбомом Diorama группы Silverchair[20][21].
- Джонс был номинирован на ARIA Music Awards of 2015 в категории Best Male Artist за Talk[22].

| Год  | Номинируемая работа                           | Категория             | Результат | Ссылка        |
| ---- | --------------------------------------------- | --------------------- | --------- | ------------- |
| 2002 | Silverchair’s Diorama                         | Продюсер года         | Победа    | [ 20 ] [ 21 ] |
| 2015 | Daniel Johns Talk                             | Best Male Artist      | Номинация | [ 22 ]        |
| 2015 | Lorin Askill for Daniel Johns — «Aerial Love» | Лучшее видео          | Номинация | [ 22 ]        |
| 2022 | FutureNever                                   | Лучший сольный артист | Номинация | [ 23 ]        |